# Cremastus yumensis
Cremastus yumensis là một loài tò vò trong họ Ichneumonidae.